# A Pious Undertaking
A Pious Undertaking è un cortometraggio muto del 1913 diretto da Ashley Miller. Il soggetto è firmato da Herbert Prior, uno dei protagonisti del film insieme a Edward O'Connor, Sally Crute e Carlton King.

## Trama
Un vagabondo affamato ruba un paio di dolci da un davanzale. La casa è quella di un poliziotto, fresco sposino, la cui moglie ha cucinato le torte aggiungendovi del ginger. Il ladruncolo, dopo averle mangiato, si addormenta. Ma presto si sveglia, in preda a dolori terribili. In cerca di un medico, entra nello studio del dottore che si trova nello stesso stabile della casa del poliziotto, ma il medico non c'è. Attirato dalla bottiglia di ginger sulla finestra, si arrampica fino alla cucina del poliziotto, mettendo in agitazione la padrona di casa che scappa, barricandosi nello studio medico. Il vagabondo, però, quando vede un'altra torta, non regge più e finisce svenuto. Quando rinviene, trova il poliziotto che lo ringrazia sentitamente per avergli salvato la vita, mangiando lui i dolci della moglie.

## Produzione
Il film fu prodotto dalla Edison Company.

## Distribuzione
Distribuito dalla General Film Company, il film - un cortometraggio in una bobina - uscì nelle sale cinematografiche statunitensi il 15 dicembre 1913.